# Кирилл, князь Преславский
Кирилл Генрих Франц Людвиг Антон Карл Филипп (болг. Кирил Хайнрих Франц Лудвиг Антон Карл Филип; 17 ноября 1895, София, Княжество Болгария — 1 февраля 1945, там же, Царство Болгария) — князь Преславский, второй сын царя Болгарии Фердинанда I и Марии-Луизы Бурбон-Пармской, младший брат царя Болгарии Бориса III. Инспектор от инфантерии (1935), генерал-лейтенант царской армии Болгарии (1938), почетный адмирал германского флота (13 июня 1917).

## Биография
Князь Кирилл родился 17 ноября 1895 года. Князь Кирилл увлекался автомобилями, сам водил собственный «Паккард». По окончании Военного училища принимал участие в Балканских войнах (1912—1913) и в Первой мировой войне, в которой Болгария выступала на стороне Центральных держав против стран Антанты. Поражение Центральных держав в войне стало причиной потери трона для большинства побеждённых монархов. Ещё до отречения императора Вильгельма II, 3 октября 1918 года отрёкся от престола отец Кирилла царь Болгарии Фердинанд I.
Когда на престол взошёл его брат царь Борис III, князь с отцом переехал в Кобург. В 1920-е годы изучал агрономию в Пражском университете. В 1926 году вернулся в Болгарию, где стал вести богемную жизнь. По данным В. Ардаматского, неофициально курировал всю болгарскую разведку и контрразведку и был автором плана ликвидации лидеров Военного союза.
После кончины брата 28 августа 1943 стал председателем Регентского совета из трёх человек при малолетнем царе Симеоне II. Кроме самого князя Преславского, в Совет входил премьер-министр Богдан Филов и военный министр Никола Михов. Митрополит Ловчанский Филарет был избран четвёртым членом Совета, но 16 октября 1943 года отказался от участия в нём.
Центральной фигурой формально считался князь Кирилл, но он не имел политического влияния в стране. Генерал Михов, занявший пост по рекомендации Богдана Филова, полностью поддерживал премьера. В Регентском совете доминировал глава правительства, которого прозвали «царь-заместитель». Регентский совет продолжил политику военно-политического сотрудничества с Германией, хотя и стремился в условиях явного поражения немецких войск избегать расширения участия Болгарии в войне. Князь Кирилл во многом продолжал политический курс своего брата, в частности, по настоянию церкви отказался выдать болгарских евреев Германии.
5 сентября 1944 года советское правительство объявило войну Болгарии. Красная Армия вошла на территорию страны. Одновременно в Софии вспыхнуло прокоммунистическое восстание, завершившееся 9 сентября свержением Регентского совета и установлением власти Отечественного фронта. После перехода Болгарии на сторону антигитлеровской коалиции и государственного переворота, организованного БКП, князь Кирилл был арестован.
После трёхмесячного заключения в советском плену по приговору Народного суда был расстрелян в ночь 1 февраля 1945 года недалеко от центрального кладбища Софии. Вместе с ним были расстреляны бывший премьер-министр Богдан Филов, генерал-лейтенант Никола Михов, 8 царских советников, 22 министра кабинета Филова, Добри Божилов, Иван Багрянов, 67 депутатов XXV Народного собрания Болгарии, в том числе его председатели Никола Логофетов и Христо Калфов. Тела расстрелянных были опущены в воронку, образованную бомбой при авианалёте на Софию, могилу засыпали золой и сровняли с землёй, а спустя время на этом месте было разбито новое кладбище. До 1995 года не было никакого памятника, который увековечивал бы имена 104 казнённых.
26 августа 1996 года Верховный суд посмертно реабилитировал князя, отменив приговоры от 1 февраля 1945 года, по которому князь Кирилл Преславский и представители правящей элиты Болгарии были расстреляны коммунистами.

## Награды и отличия
- Орден Святых Равноапостольных Кирилла и Мефодия, Болгария